# Vegemite
Vegemite er et salt pålæg, som er lavet af gærekstrakt (et biprodukt fra ølbrygning), husholdningssalt, vitaminer og grøntsagsekstrakt. Det stammer fra Australien, og det spises særligt på toast.